# Who (álbum)
Who (estilizado em letras maiúsculas) é o décimo segundo álbum de estúdio da banda britânica de rock The Who, lançado em dezembro de 2019 pela Polydor Records sob produção musical do guitarrista Pete Townshend.
Primeiro trabalho de inéditas do grupo desde Endless Wire (2006), Who foi cercado de críticas favoráveis e chegou a ser definido, pelo vocalista Roger Daltrey, como o melhor trabalho da banda desde 1971.

## Gravação
Em janeiro de 2019, o The Who confirmou que estava trabalhando no seu primeiro álbum de de estúdio desde Endless Wire, lançado em 2006. O álbum foi gravado durante fevereiro e agosto de 2019 no British Grove Studio e no Metropolis Studios, ambos localizados em Londres. O vocalista Roger Daltrey e o guitarrista Pete Townshend gravaram suas partes do álbum separadamente.

## Faixas
Todas as canções escritas por Pete Townshend, exceto onde anotado.
| N.º | Título                                                  | Duração |  |
| 1.  | "All This Music Must Fade"                              | 3:20    |  |
| 2.  | "Ball and Chain"                                        | 4:29    |  |
| 3.  | "I Don't Wanna Get Wise"                                | 3:54    |  |
| 4.  | "Detour"                                                | 3:46    |  |
| 5.  | "Beads on One String" (Pete Townshend e Josh Hunsacker) | 3:40    |  |
| 6.  | "Hero Ground Zero"                                      | 4:52    |  |
| 7.  | "Street Song"                                           | 4:47    |  |
| 8.  | "I'll Be Back"                                          | 5:01    |  |
| 9.  | "Break the News" (Simon Townshend)                      | 4:30    |  |
| 10. | "Rockin' in Rage"                                       | 4:04    |  |
| 11. | "She Rocked My World"                                   | 3:22    |  |

| Faixas bônus da edição de luxo |                         |         |  |
| N.º                            | Título                  | Duração |  |
| 12.                            | "This Gun Will Misfire" | 3:36    |  |
| 13.                            | "Got Nothing to Prove"  | 3:38    |  |
| 14.                            | "Danny and My Ponies"   | 4:02    |  |

## Créditos

### The Who
- Roger Daltrey - vocais principais
- Pete Townshend - guitarras, vocais adicionais, baixo e gaita[9]

### Músicos de estúdio
- Carla Azar - tambores
- Gordon Giltrap - violão [10]
- Pino Palladino - baixo [11]

- Gus Seyffert - baixo [12]
- Zak Starkey - tambores[11]
- Benmont Tench - teclados
- Simon Townshend - violão
- Joey Waronker - tambores

### Design
- Peter Blake - Capa do álbum